# Phrynichus longespina
Espèce
Synonymes
- Myodalis scabra longespina Simon in Fage & Simon, 1936

Phrynichus longespina est une espèce d'amblypyges de la famille des Phrynichidae.

## Distribution
Cette espèce se rencontre en Somalie et au Kenya.

## Publication originale
- Fage & Simon, 1936 : Mission scientifique de l'Omo. Arachnida. Pedipalpi, Scorpiones, Solifuga et Araneae (1re partie). Mémoires du Muséum national d'Histoire naturelle, Paris, vol. 3, no 30, p. 293-340.